# Dämmans fyr
För andra betydelser, se Dämman.
Dämmans fyr är en fyrplats som ligger mitt i Kalmarsund i Mönsterås socken och  kommun. Fyren uppfördes 1873 på ett naturligt grund. Piren och nedre delen av fyren har byggts av granit som hämtats från Blå Jungfrun som ligger 11 sjömil norr om Dämman. Fyren var i drift fram till 1969 men är nu i privat ägo och har byggts om till hotell och restaurang. Den gamla fyren har ersatts av en kassunfyr längre ut i stället.